# Kouki Amarei
Kouki Amarei (天麗皇希 Amarei Kouki, nacida el 23 de enero de 1997) es una luchadora profesional japonesa, quien actualmente compite en la empresa Dream Star Fighting Marigold y a través de su relación de trabajo que también trabaja regularmente Pro Wrestling NOAH (NOAH). Anteriormente era conocida por su breve paso por Actwres girl'Z.

## Primeros años
Amarei estudió ballet clásico durante 10 años durante su infancia, con el objetivo de convertirse en bailarina desde que tenía 5 años. Abandonó el ballet porque había pocos compañeros masculinos que pudiera encontrar que coincidieran con su altura. En la escuela secundaria, se unió a un club de música. Después de graduarse, asistió brevemente a una escuela de música, pero abandonó. Después de eso, se convirtió en bailarina callejera, ídolo travesti y actriz de teatro, apareciendo en muchas producciones. En 2021, Amarei fue descubierta por Actwres girl'Z. Formó parte de la división artística de la compañía antes de pasar a la parte de lucha libre profesional a principios de 2022.

## Carrera

### Actwres girl'Z (2022–2024)
Amarei hizo su debut en la lucha libre profesional en Actwres girl'Z el 13 de febrero de 2022 en AWG ACTwrestling Hataage, donde formó equipo con Wild Bunny siendo derrotada contra Mii y Sakura Mizushima en la competencia por equipos. Participó en un torneo por el vacante Campeonato Individual de AWG en el que derrotó a Ayano Irie en las primeras rondas, a Misa Matsui en las segundas, y luego cayó ante Miku Aono en la final de AWG ACTwrestling In Korakuen Hall el 12 de marzo de 2023. Luchó su último combate en la promoción el 6 de abril de 2024 en AWG ACTwrestling In Osaka, donde formó equipo con su compañera de equipo "The Royal", Natsumi Sumikawa, para derrotar a Miku Aono y Riko Fukunaga.

### Dream Star Fighting Marigold (2024–presente)
En abril de 2024, Goto fue anunciada como parte de la recién creada empresa Dream Star Fighting Marigold. En el evento inaugural, Fields Forever del 20 de mayo, formó equipo con Chika Goto para derrotar a Misa Matsui y Natsumi Showzuki. En Marigold Summer Destiny el 13 de julio, formó equipo nuevamente con Amarei, con quien ya estaba luchando bajo el nombre de "tWin toWer" para entrar en un empate por límite de tiempo contra Kizuna Tanaka y Victoria Yuzuki. Amarei y Goto compitieron en el torneo inaugural por el Campeonato de las Estrellas Gemelas de Marigold en el que derrotaron a Nanae Takahashi y Nao Ishikawa en las primeras rondas, luego cayeron ante Miku Aono y Natsumi Showzuki en las segundas.
El 19 de agosto, en Summer Gold Shine, desafió sin éxito a Miku Aono por el Campeonato Nacional Unida de Marigold. La pelea representó la primera defensa del título de cualquier tipo en Marigold desde su creación. Compitió en el bloque "Dream League" del Dream★Star GP, donde luchó contra NØRI, Utami Hayashishita, Natsumi Showzuki, Mirai, Chika Goto, Nagisa Nozaki y Victoria Yuzuki.

## Campeonatos y logros
- Dream Star Fighting Marigold
  - Dream★Star GP Award (2024)[10]
    - Dream League Best Match Award (2024) vs. Mirai el 20 de septiembre

- Pro Wrestling NOAH
  - GHC Women's Championship (1 vez, inaugural e actual)